# Jordan Aviation
Jordan Aviation là hãng hàng không của Jordan, trụ sở tại Amman. Hãng có căn cứ ở Sân bay Aqaba và Sân bay Marka.. Hãng hiện có các chuyến bay thuê bao cùng các tuyến đường quốc tế tới Bắc Phi và vùng Trung Đông.

## Lịch sử
Jordan Aviation được thành lập năm 2000 và bắt đầu hoạt động từ tháng 10 cùng năm bằng các chuyến bay thuê bao. Tháng 6 năm 2006 hãng bắt đầu mở các tuyến bay thường xuyên tới Bắc Phi và Vùng Vịnh. Hãng cũng cho các hãng hàng không khác thuê máy bay cùng phi hành đoàn và cung cấp máy bay chở Lực lượng Gìn giữ hòa bình của Liên Hợp Quốc. Hãng do Mohamed Al-Khashman và Hazem Alrasekh làm chủ, có 410 nhân viên (tháng 3/2007)

## Các nơi đến
- Ai Cập

- Alexandria
- Asyut

- Bahrain

- Manama

- Jordan

- Amman
- Aqaba

- Kuwait

- Kuwait City

- Syria

- Damascus

- Các Tiểu vương quốc Ả rập Thống nhất

- Dubai

## Đội máy bay
(Tháng 8/2006):
- 2 Airbus A310-200
- 1 Airbus A310-300
- 1 Boeing 737-200C
- 2 Boeing 737-300
- 1 Boeing 727-200
- 1 Gulfstream